# Jan Paweł Cellary
Jan Paweł Cellary (data urodzenia nieznana, zm. 1664) – polski generał wojsk koronnych (pochodzenia włoskiego). Dowodził wojskami polskimi podczas Potopu szwedzkiego.
Syn Piotra, kupca krakowskiego, pochodzącego z włoskiej rodziny z Mediolanu i Anny, córki lekarza Jerzego Pipana. Miał brata Andrzeja. Jan Paweł Cellary był w 1654 i w 1656-57 komendantem wojskowym Jasnej Góry, w latach 1658–1659 – Torunia, w 1656 – Warszawy, a w latach 1662–1664 – Krakowa. W 1658 mianowany generałem wojsk koronnych. W nagrodę za zasługi wojenne w 1662 otrzymał od Sejmu indygenat.